# Закон Мајла Марфија
Мајло Марфијев закон (енгл. Milo Murphy's Law) је америчка анимирана телевизијска серија чији су творци Ден Повенмајер и Џеф „Свомпи” Марш. Премијера серије била је 3. октобра 2016. године на каналу Disney XD. Серија се врти око насловног лика, Мајла Марфија, који је потомак Едварда А. Мерфија Јуниора, носиоца Марфијевог закона, који наводи да све што може проћи погрешно ће и поћи погрешно. Серија се одвија у истом универзуму Повенмајерове/Маршове претходне серије Фића и Феђа, са неколико референци у серији које су се појављивале током прве сезоне, са кросовером на почетку друге сезоне и наставком надаље.
У Србији се премијера серије очекује крајем 2020. или почетком 2021. године, када ће се појавити стриминг услуга Disney+ на српском језику.